# Mahee Island
Mahee Island (irisch Inis Mochaoi, nach dem Klostergründer Mochaoi benannt) ist die größte Insel einer Gruppe im Strangford Lough, einem riesigen Naturhafen und Vogelreservat. Die Insel liegt in der Nähe von Comber im County Down bzw. im Distrikt Ards and North Down in Nordirland. Sie ist über die Nachbarinsel Reagh Island und Dämme mit dem Festland verbunden.
Mahee Island ist Standort des frühirischen Klosters Nendrum und des Mahee Castle von 1570. Im Gezeitenareal vor Mahee Island liegt eine von den Mönchen angelegte Fischmauer. Heute ist die ehemalige Insel insbesondere wegen des Golfplatzes am Ostrand bekannt.
Traditionell bildet Mahee Island ein Townland im Civil parish Tullynakill der Baronie Castlereagh Lower, County Down.

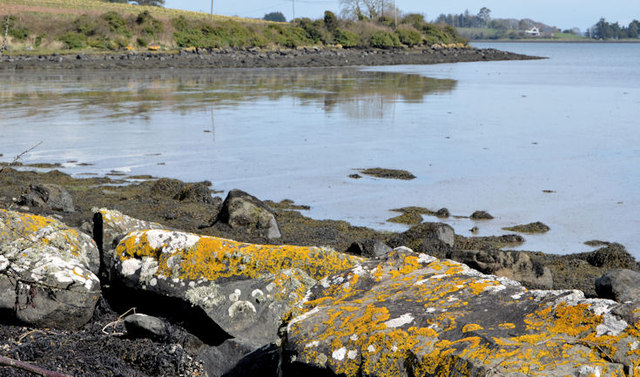
Das Ufer